# Botans
Botans je francouzská obec v departementu Territoire de Belfort, v regionu Franche-Comté v severovýchodní Francii. První písemná zmínka o obci je z počátku 14. století. Tehdy patřila pod farnost Bermont.
V Botans je zemědělské muzeum uchovávající různé zemědělské nástroje a zvyky.